# Quebonafide
Kuba Grabowski (Ciechanów, Polonia, 7 de julio de 1991), más conocido por su seudónimo Quebonafide, es un rapero y cantante polaco. Integrante de la banda Yochimu y fundador de su propia compañía discográfica QueQuality, Quebonafide es junto a Taco Hemingway uno de los componentes del dúo de rap Taconafide. Su álbum Egzotyka (2017) vendió más de 150.000 copias, siendo desde entonces uno de los raperos más exitosos de Polonia. Junto a Taco Hemingway fue nominado cinco veces al Premio Fryderyk por el álbum Soma 0,5 mg, venciendo en la categoría de "Mejor Álbum de Hip Hop".
Fuera del mundo de la música, Grabowski estudió filosofía y sociología en la Universidad de Varsovia y ha jugado como futbolista en el KTS Weszło Varsovia.

## Discografía

### Álbumes
| Título                                           | Detalles del Álbum                                                                                   | Posiciones en las listas musicales | Ventas          | Certificaciones    |
| Título                                           | Detalles del Álbum                                                                                   | POL                                | Ventas          | Certificaciones    |
| ------------------------------------------------ | --- | ---------------------------------- | --------------- | ------------------ |
| Ezoteryka                                        | - Publicación: 27 de marzo de 2015 - Discográfica: QueQuality - Formatos: CD, LP, descarga digital   | 1                                  | - POL: +30 000  | - ZPAV: platino    |
| Egzotyka                                         | - Publicación: 9 de junio de 2017 - Discográfica: QueQuality - Format: CD, LP, DVD, descarga digital | 1                                  | - POL: +150 000 | - ZPAV: diamante   |
| Soma 0,5 mg (con Taco Hemingway como Taconafide) | - Publicación: 13 de julio de 2018 - Discográfica: QueQuality - Formatos: CD, LP, descarga digital   | 1                                  | - POL: +150 000 | - ZPAV: diamante   |
| Romantic Psycho                                  | - Publicación: 1 de abril de 2020 - Discográfica: QueQuality - Formatos: CD, descarga digital        | 1                                  | - POL: +90 000  | - ZPAV: platino x3 |

### Álbumes recopilatorios
| Título      | Detalles del Álbum                                                          | Posiciones en las listas musicales | Ventas         | Certificaciones |
| Título      | Detalles del Álbum                                                          | POL                                | Ventas         | Certificaciones |
| ----------- | --------------------------------------------------------------------------- | ---------------------------------- | -------------- | --------------- |
| Hip-Hop 2.0 | - Publicación: 17 de junio de 2015 - Discográfica: QueQuality - Formato: CD | 3                                  | - POL: +15 000 | - ZPAV: oro     |